# Taxithelium planissimum
Taxithelium planissimum är en bladmossart som beskrevs av Brotherus 1910. Taxithelium planissimum ingår i släktet Taxithelium och familjen Sematophyllaceae. Inga underarter finns listade i Catalogue of Life.